# Weiwang M20
Weiwang M20, M30 и M35 — минивэны, выпускавшиеся суббрендом Weiwang компании BAIC.

## Weiwang M20

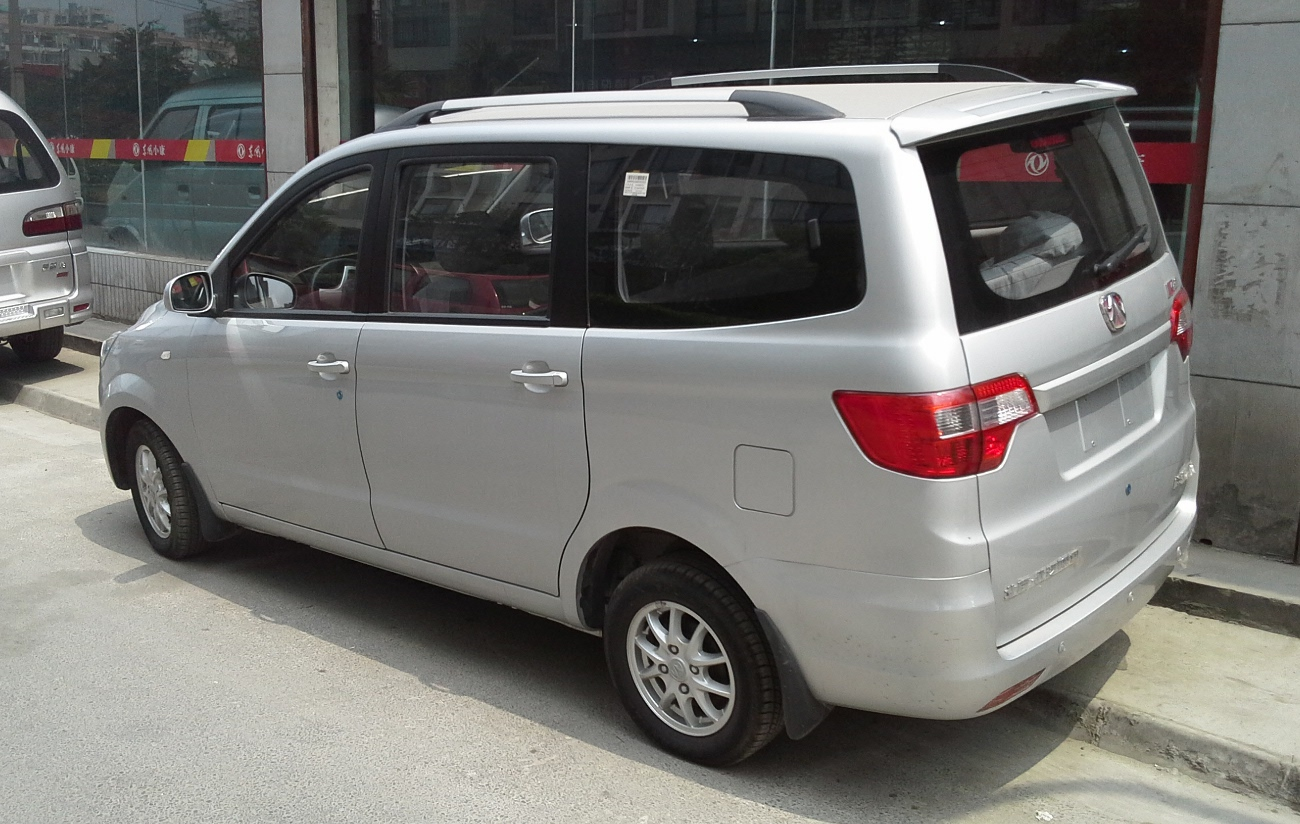
Вид сзади

Beijing Auto Weiwang M20 дебютировал в 2013 году в Гуанчжоу. Предпродажная цена составила 62800 юаней.
Продажи Weiwang M20 начались в октябре 2013 года на китайском рынке. Ценовой диапазон варьировался от 46800 до 63800 юаней. M20 оснащён 1,5-литровым четырёхцилиндровым двигателем мощностью 106 л. с. и крутящим моментом 145 Н⋅м. Коробка передач — пятиступенчатая механическая.
Вместимость автомобиля может составлять 8 мест для сидения. Стандартные функции: дистанционный запуск двигателя, электрические стеклоподъёмники, кондиционер, CD-плеер, датчик заднего хода и передние противотуманные фары, которые входят в стандартную комплектацию всех уровней отделки, кроме базовой. В 2014 году M20 занял 8 место по продажам минивэнов в Китае. Всего было выпущено 77497 экземпляров.

## Weiwang M30
Weiwang M30 — рестайлинговый вариант Weiwang M20 с изменённым дизайном переднего бампера, обновлёнными решётками радиатора и светотехникой. Автомобиль дебютировал в конце 2015 года.

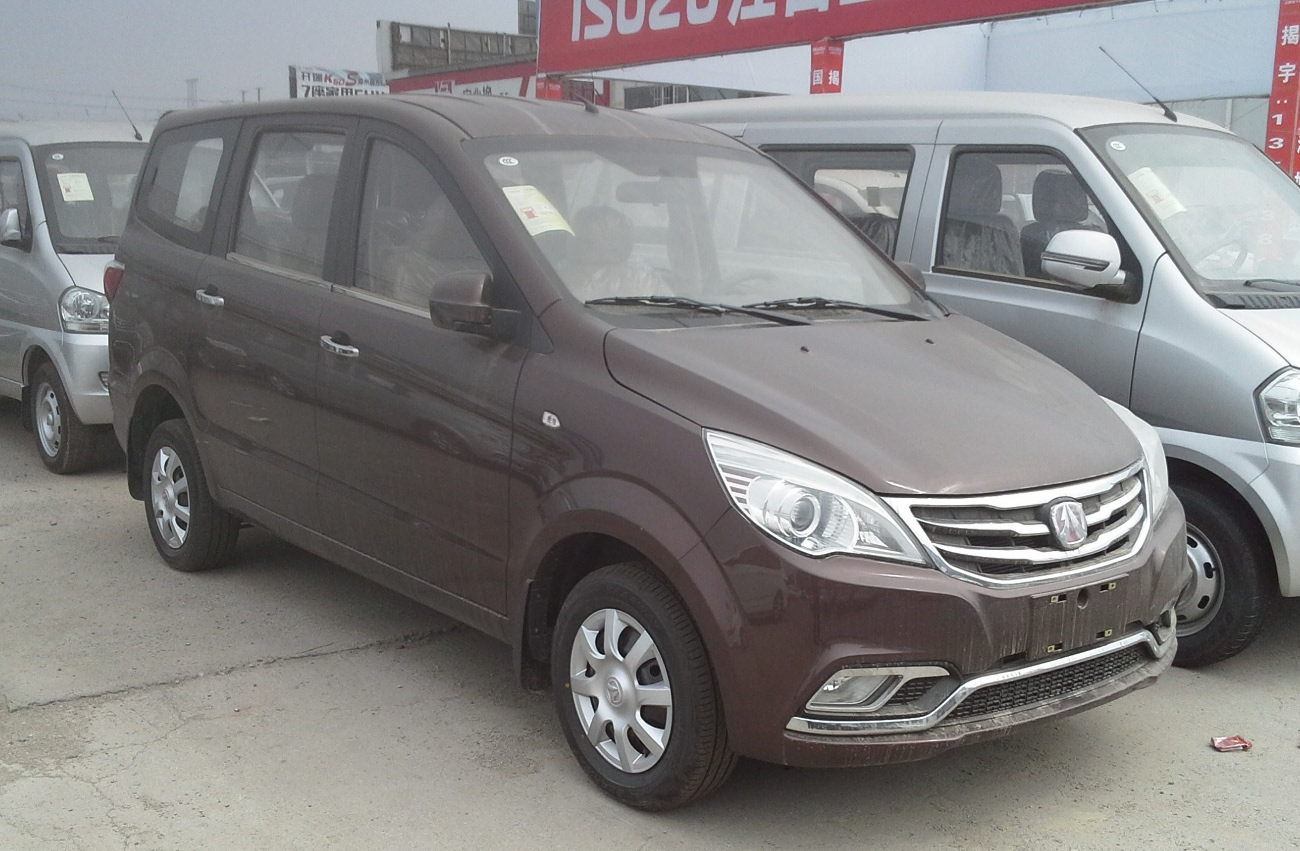
Вид спереди
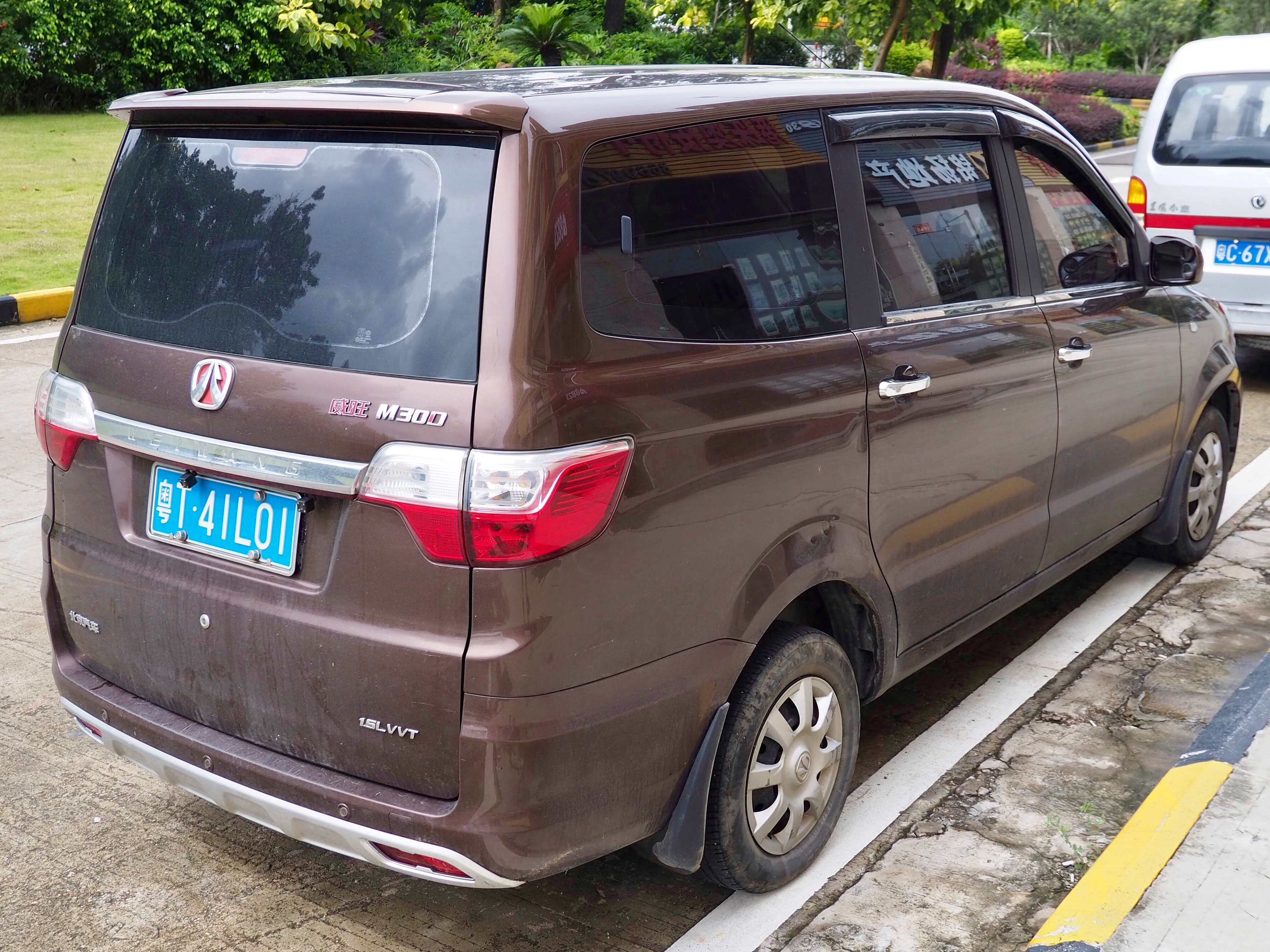
Вид сзади

## Weiwang M35

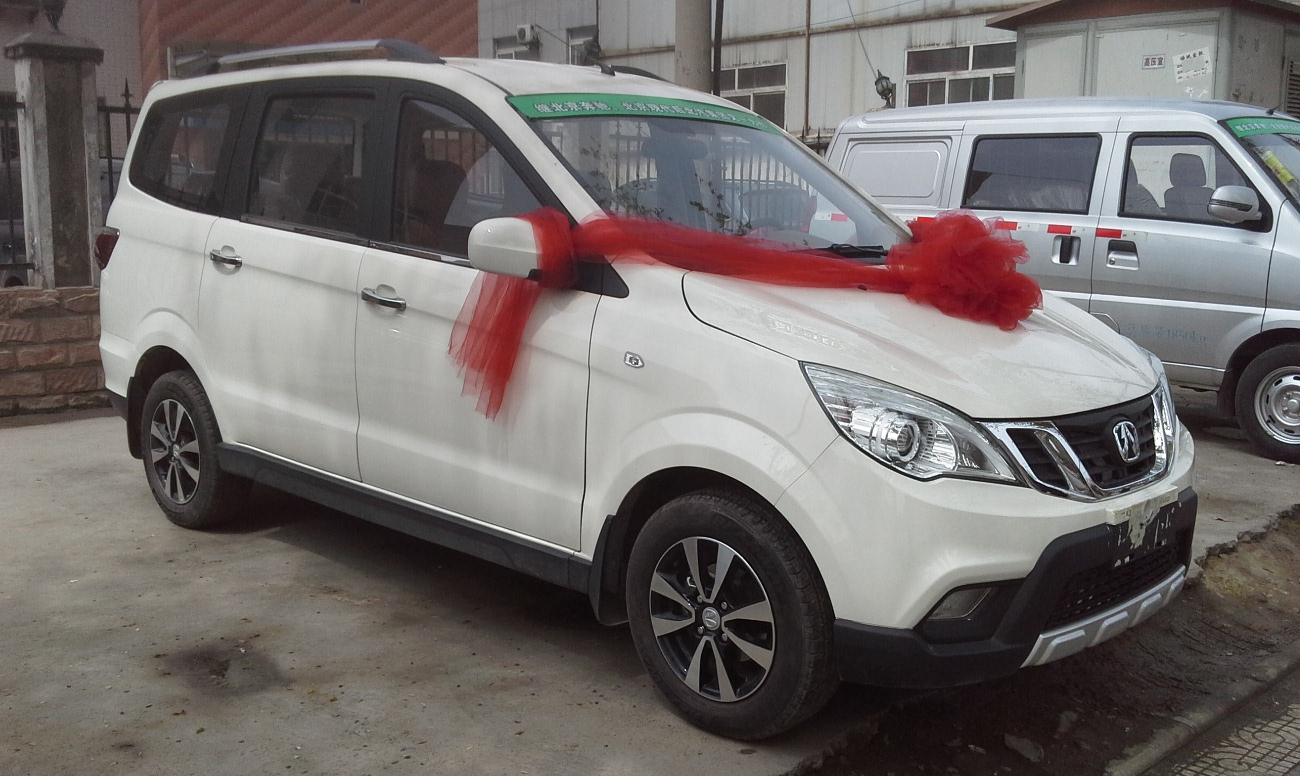
Weiwang M35

Weiwang M35 — кроссоверный вариант Weiwang M20 с переработанными передним бампером, радиаторной решёткой и светотехникой, пластиковыми накладками на боковых юбках и немного увеличенным клиренсом.

## Changhe Freedom M50
Changhe Freedom M50 или Changhe Furuida M50 — ребеджинговый вариант Weiwang M20 с изменённым дизайном передней части. Он продавался как часть серии Freedom MPV под суббрендом Changhe компании BAIC Group.

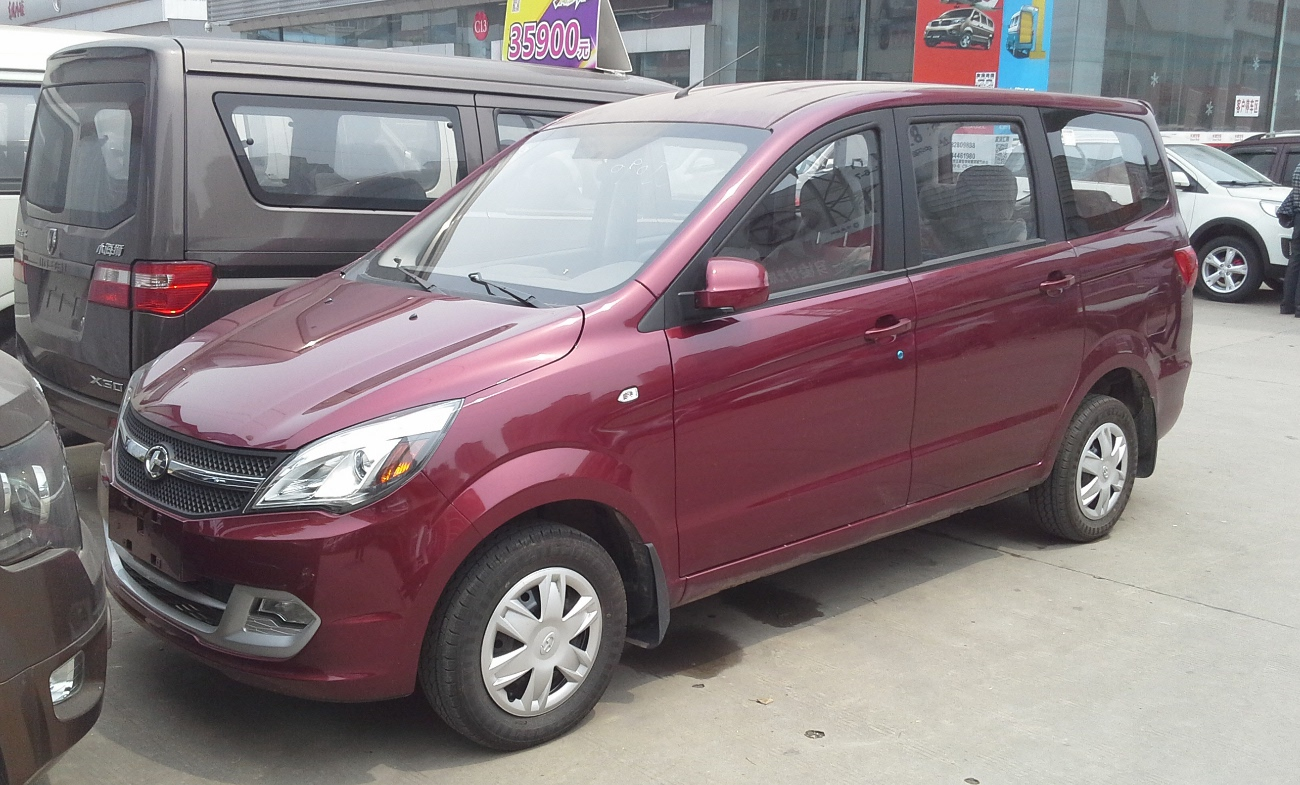
Вид спереди
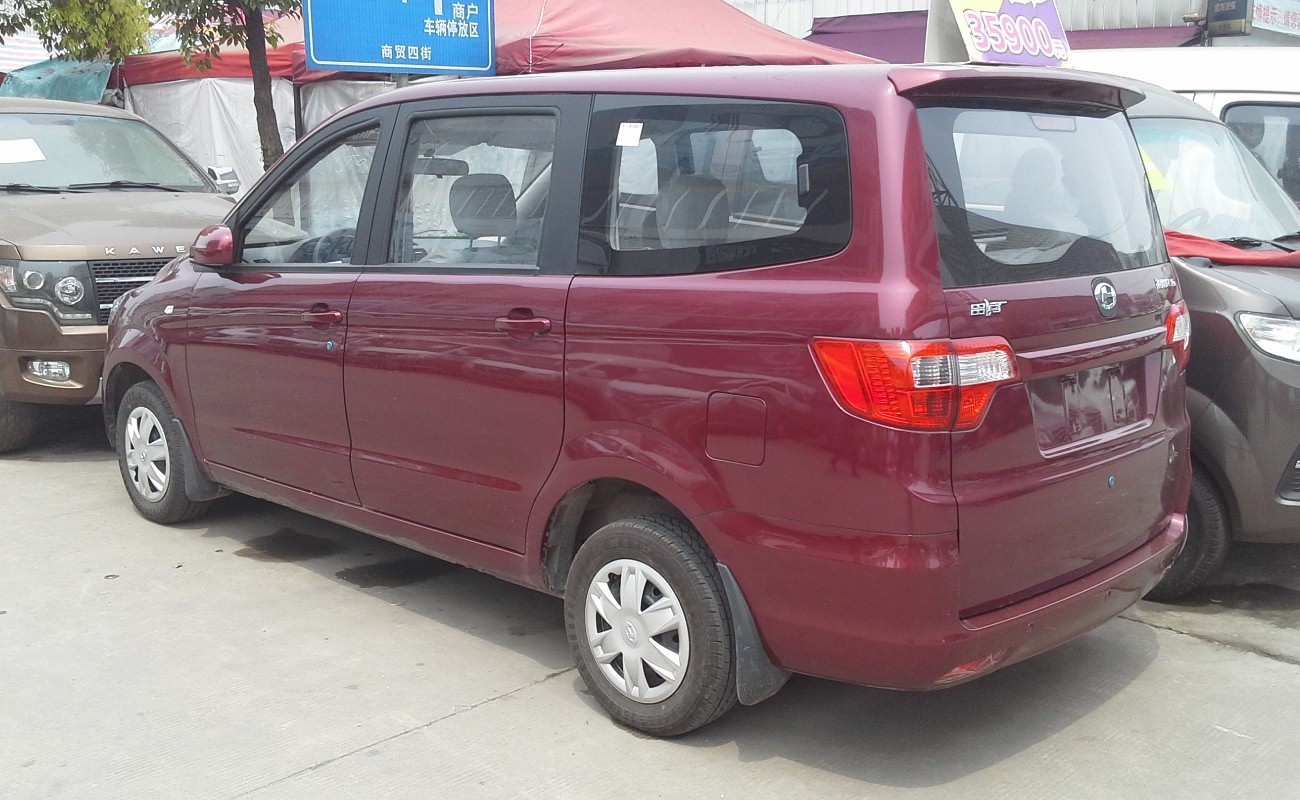
Вид сзади

Модели более поздних выпусков имеют такие же передние бамперы, как и Weiwang M20, с заменой логотипов и радиаторных решёток.

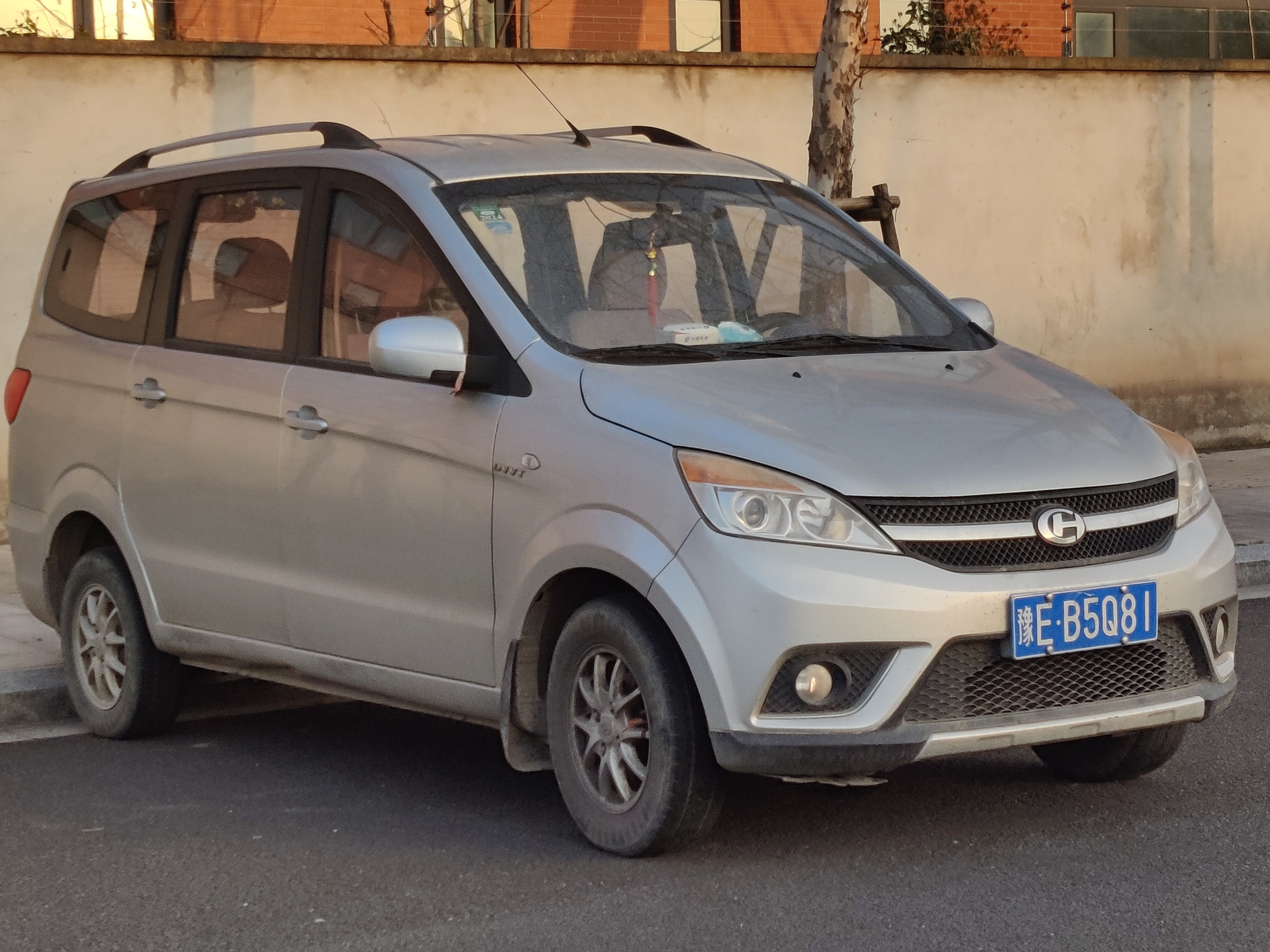
Вид спереди
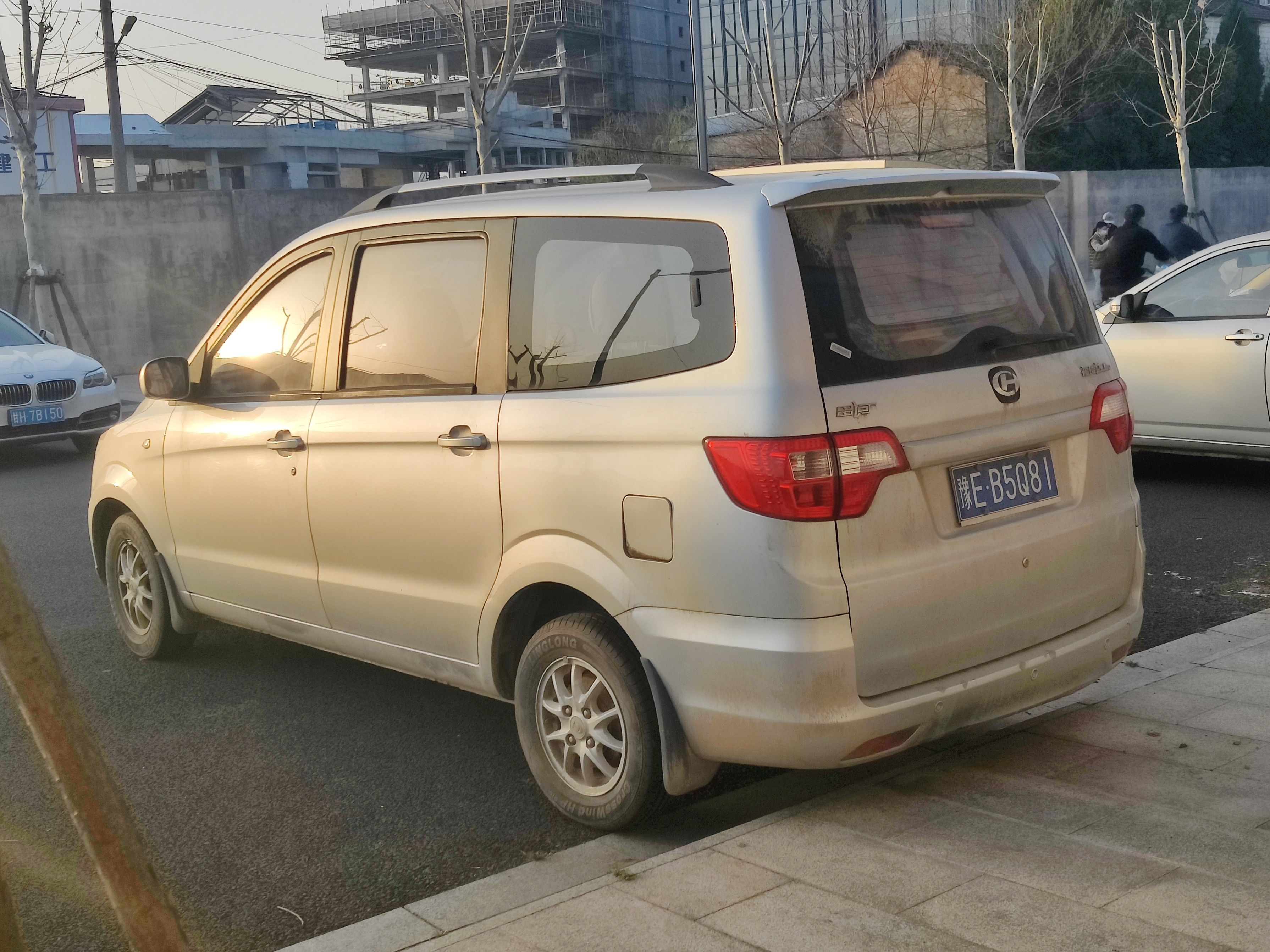
Вид сзади

### Changhe Freedom M50S

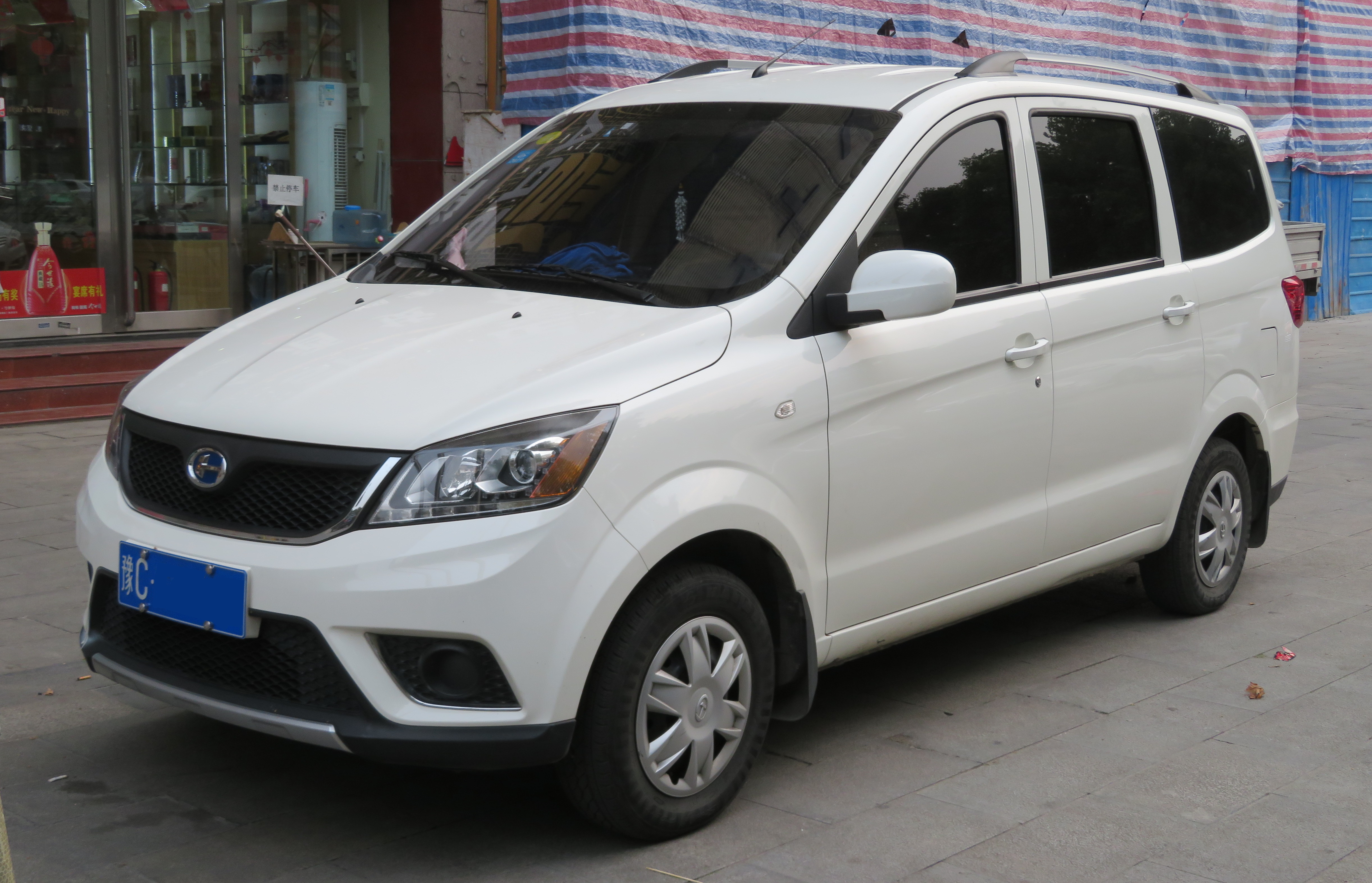
Вид спереди
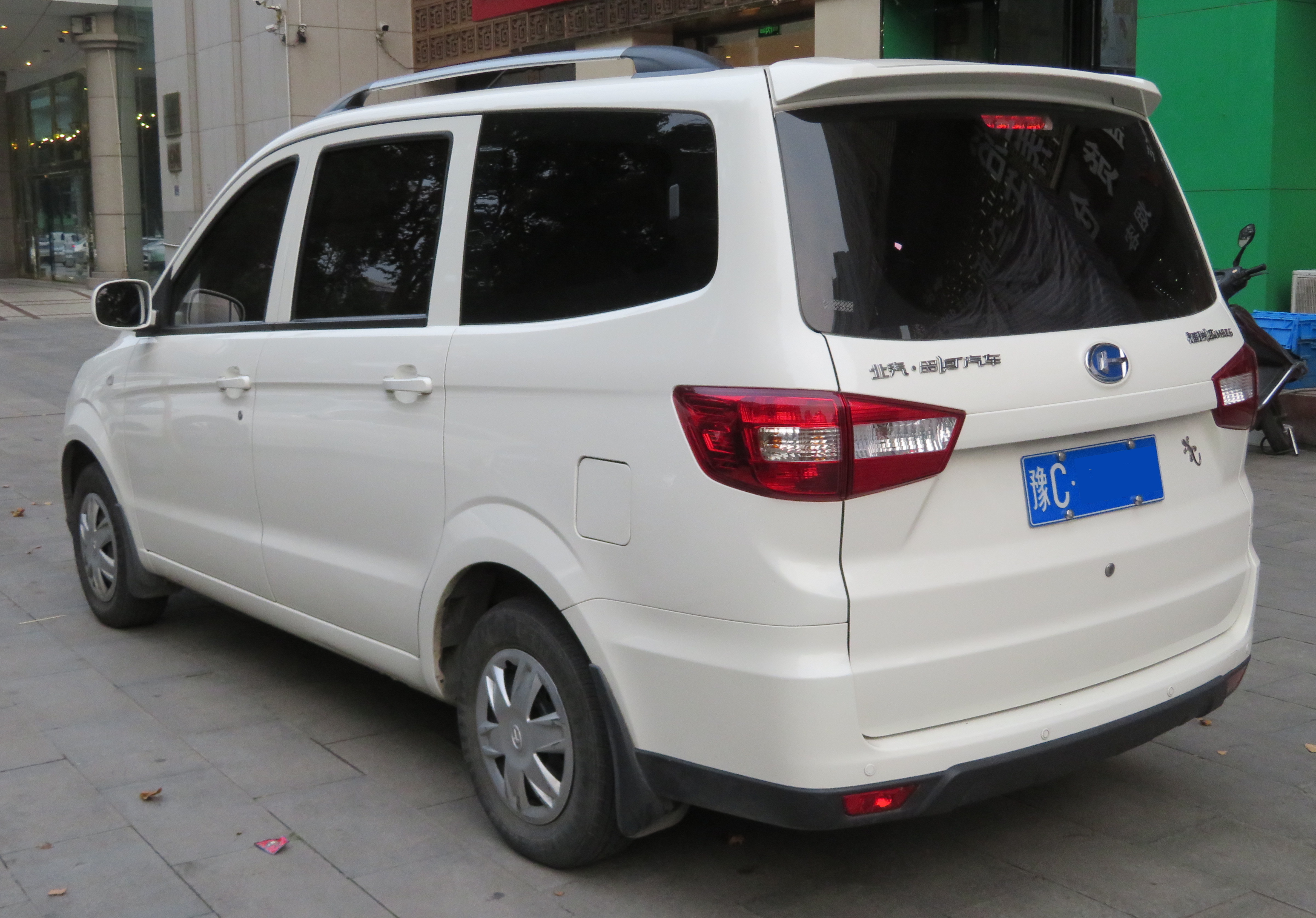
Вид сзади

Спортивный вариант Changhe Freedom M50S имеет изменённый дизайн переднего бампера и передней части.